# Salánk
Salánk (ukránul Шаланки (Salanki / Shalanky), oroszul Шаланки (Salanki / Šalanki)): falu Ukrajnában Kárpátalján a Beregszászi járásban.

## Fekvése
Nagyszőlőstől 16 km-re északnyugatra a Borzsa partján fekszik.

## Története
1332-ben Salanch néven említik először. Az Árpád korban kiváltságos település volt. 
A falu egykor a Gacsályiak birtoka volt. A Gacsályi családnak  Salánkon kívül Magyarkomjáton és Alsó-Karaszló helységekben is voltak birtokai a megyében.
1483-ban a Gacsályi család örökös nélküli kihalta után Salánkot a Rosályi Kún család foglalta el.
A 17–18. században ruszinokkal telepítették be. 1711. február 11-én itt tartotta Rákóczi a szabadságharc utolsó országgyűlését. A helyszín, a salánki kastély 1717-ben a tatár támadás során elpusztult. 1910-ben 2322, túlnyomórészt magyar lakosa volt. A trianoni békeszerződésig Ugocsa vármegye Tiszáninneni járásához tartozott. A Borzsa folyó mentén települt falu 3150 lakosából 3050 (90%) magyar nemzetiségű.

## Látnivalók
Salánkon számos látnivaló van, amit igazán csak egy helybéli tudhat. Kezdve a szoborparktól, a Mikes-kúton (vagy másik néven ismert Nyikesen) át,a református és a görögkatolikus,valamint napjainkra szintén népszerűvé vált a több száz éves kis vonat,a helybeliek büszkesége,a Zsuzsi!
A szoborpark vagy az emlékpark.A parkot 2003-ban hozták létre, amikor a nagyságos fejedelemnek állítottak emléket. A következő évben államalapító királyunk szobrát avatták ugyanitt. 2005-ben pedig Mikes Kelemen domborműve is helyet kapott a parkban. Az alkotások Koltay László püspökhatvani szobrászművész munkái, melyek a Mikes Kelemen Hagyományőrző és Alkotótáborban születtek.
Ugyancsak itt kapott helyet az Osváth Miklós tiszteletére és emlékére állított kopjafa, melyre a festő születésének és halálának dátumát vésték rá.
A szoborpark legrégebbi alkotása a sztálinizmus áldozatainak emlékműve, melyet 1989-ben állítottak a falu központjába. A sziklatömbre egy réztáblát erősítettek, melyre az áldozatok névsorát vésték.
A nagyrészt magyar anyanyelvűek által lakott településen a történelmi múlt emlékét őrző park szimbolikus értéket képvisel. Nagyobb ünnepek, megemlékezések alkalmával itt gyűlnek össze a település lakói, félúton a református és a görögkatolikus templom között.
Salánk történelme szorosan kapcsolódik II. Rákóczi Ferenccel,aki itt tartotta utolsó országgyűlésát,valahol a Hömlöc vagy a Helmec-hegy tetején.1711. február 17-18-án  II. Rákóczi fejedelem a salánki kastélyban tartotta tanácsosaival utolsó gyűlését. A kastélyt 1717-ben feldúlták és lerombolták a vidékre betörő krími tatárok. Salánkon olyan monda is járja, hogy azt a bizonyos tanácskozást a fejedelem nem is a kastélyban tartotta, hanem a Hömlőc-hegy tetején, ahol az asztal szerepét egy nagy kerek kő töltötte be, ez a kő még ma is ott van a hegy tetején. 1825 nyarán Salánkon járt Budai Ézsaiás, a magyar klasszika filológiai úttörője.
A Mikes-kút.Ennek a kútnak a neve,Rákóczi leghűségesebb apródjáról,Mikes Kelemenről kapta a nevét,se ezt a nevet viseli a helyi középiskola is.Rákóczi maradék kurucaival kis csapatokban szétszóródva Salánk határába ért.A Szalván átkelve Rákóczi lova megbotlott,s rálépett egy kőre,ahol ott maradt  aló lábnomya.Ezt a mai napig ereklyeként őrzik.Ivóvíz után kellett nézni,de a környék erősen mocsaras volt.Mikes Kelemen talált rá a domb aljában egy kristálytiszta vizű forrásra.A forrást róla nevezték el,ahol napjainkban egy kút található.A dombot,amelynek a lábánál van a kút,ma is Mikes-dombnak hívják.
Templomok.Salánk római-katolikus plébániáját az 1332-1337. években összeállított pápai tizedjegyzékben találjuk először. Mindenszentek tiszteletére épült római katolikus temploma a XIV. század végén épülhetett. Amikor azonban a reformáció idején a salánkiak az 1540-es években áttértek az új hitre, birtokukba vették a templomot, amely azonban nemsokára egy tűzvészben elpusztult. A XVI. század végén azonban sikerült felújítani.
Salánk reformációját Kálmáncsehi Sánta Mártonnak és Radán Balázsnak, a beregi vidék két kiemelkedő reformátorának köszönheti.A református templom 1390–1405 körül épült, falusi gótikában. Amikor a gyülekezet plébánosával együtt református hitre tért, a templomot tovább használta, megtisztítva a képektől és szobroktól. Több tűvész is sújtotta. Az első hatalmas pusztulás 1789-ben érte, amikor a faluban 84 ház pusztult el a templommal együtt. A hívek mégis elsősorban a templomuk helyreállítására fordították minden erejüket. Kétszer bővítették. Először 1821-ben, lebontva a szentélyt keleti irányban, másodszor 1936-ban, amikor felépítették az északi szárnyat. Legutoljára 2002 nyarán festették a templomot kívülről, 2004-ben pedig sor kerülhetett a teljes belső renoválásra, mely az egyháztagok saját áldozatos költségén történt.A gyülekezet levéltárában több fontos okirat található. A legnevezetesebbek: a Szepessy Zsófia földbirtokos asszonytól 1604-ből származó adománylevél, mely megerősítette a salánkiakat a község melletti Hosszú-mocsár erdő használatában, valamint az 1789-es nagy tűzvész, az újjáépítés leírásában és a benne részt vett salánki lakosok névsorát megőrző okmány.
A templom egyik karzatán felirat emlékezik meg II. Rákóczi Ferenc fejedelem utolsó országgyűléséről, melyet 1711-ben Salánkon tartottak meg. A fennmaradt legenda szerint a fejedelem a Hömlöchegy tetején tartotta a gyűlést, ahonnan be lehetett látni fél Magyarországot. Egy hatalmas, lapos tetejű, kerek formájú követ használtak a gyűlés asztalaként és azon írta Rákóczi utolsó rendeleteit, leveleit a nemzethez, felszólította a népet a hűségre, a hitre, a reményre.
A szószék a déli fal közepe előtt áll, szószékkoronáján a következő felirat olvasható: László József és ifj. Sípos András készítette. A szószék mellett fedeles papi szék áll, előtte, a padlózaton, sírkő látható a következő felirattal: Sepalchurum Generosi Domini Caspari Kun de Rosály, qui obiit anno 1608. die 24. decembris (Nemes rozsályi Kun Gáspár uram sírja, aki 1608. december 24-én hunyt el).
A templomtorony négy fiatornyos sisakja Salánk minden részéből jól látható. A templom úrasztali edényei közül a szakirodalom Ilosvay Ábrahám 1711-ben készült aranyozott ezüstpoharát, egy aranyozott, ezüstből készült fedeles kelyhet és egy 1726-ból származó ónkannát tart számon.
A salánki református templom Kárpátalja legnevezetesebb történelmi műemlékei közé tartozik.

## Népessége
A 2001-es ukrajnai népszámláláskor 3110 lakosa volt, melynek 89,61%-a magyar, 9,74%-a ukrán, 0,48%-a orosz, 0,13%-a fehérorosz, 0,03%-a cigány anyanyelvűnek vallotta magát.

## Híres emberek
- Itt született Harangozó Miklós festőművész.
- Itt született Varga Zoltán koreográfus.
- Az 1800-as években a település tanítója Trócsányi Gábor volt.